# スカサカ!
スカサカ!は、スカパーJSATが提供、スカパー・ブロードキャスティング（SPBC）が番組供給（運営）していたサッカー専門チャンネルである。スカパー!・スカパー!プレミアムサービス・スカパー!プレミアムサービス光で放送していた。
かつては、モバキャス（NOTTV）でも「スカサカ! 24時間サッカー専門チャンネル」の名称で放送していた。
2020年3月1日から、サッカーのみならず、プロ野球福岡ソフトバンクホークス戦、B.LEAGUE・格闘技・プロレス・エンターテイメント番組などを編成することになり、チャンネル名を「スポーツライブ+」（スポーツライブ プラス）に改名しリニューアルされた。

## 概要
2014年（平成26年）4月9日、総務省よりスカパー・エンターテイメント（SPET）が申請していた移動受信用地上基幹放送テレビジョン放送1番組（申請時は「スカパー!モバイルTV」の仮称）の業務が認定された。
2015年（平成27年）3月17日、スカパーJSATはモバキャスにより「スカサカ! 24時間サッカー専門チャンネル」を4月1日に開局するとともに、スカパー!プレミアムサービスで放送されている「スカチャン6」（Ch.586）を「スカサカ!」にチャンネル名を変更し、サイマル放送を行うことを発表した。
2016年（平成28年）6月30日正午に、モバキャスの「スカサカ! 24時間サッカー専門チャンネル」は終了した。
2016年（平成28年）12月1日に、スカパー!プレミアムサービスの衛星一般放送事業者がスカパー・ブロードキャスティングからスカパー・エンターテイメントに変更された。
2017年（平成29年）2月1日から、旧・「スカチャン6」から「スカチャン0」に移動・チャンネル名変更し、スカパー!（東経110度CS放送）でも放送を開始した。これは、前年までの10年間にわたり保有していたJリーグの映像媒体での有料配信（メディア優先権）が、イギリスの映像コンテンツ会社・DAZNにシフトされたため。スカパーJSATはそこからのサブライセンスの形で Jリーグ中継実現を模索したが、交渉成立に至らなかったため、スカパー!でのJリーグ中継は打ち切られることになった。
スカパーJSATでは新生「スカサカ!」について、「日本で配信・放送される大事な試合の、いわば『ホーム』となるチャンネル」を目指してリニューアルするとし、これまでのJリーグ中継などのノウハウを活かし、国内外のサッカーの中継・ハイライト・解説・討論といったサッカー番組のコンテンツを活かした、サッカーの魅力を余すところなく紹介するチャンネルを目指すとしていた。

2020年3月をもって「FOXスポーツ&エンターテイメント」の放送終了が決まり、同局が前年まで保有していたプロ野球・福岡ソフトバンクホークスの主催試合の放送権を、2020年以降分はスカパー!が獲得。主催試合中継をスカサカ!で放送することになったことから、加えて数年前からB.LEAGUE中継を当チャンネルで放送していた事情もあり、チャンネル名変更に踏み切った。同時にJ:COMなど、一部のケーブルテレビ局でも配信を開始することが各社から発表された。

## 契約
スカパー!・スカパー!プレミアムサービスでは、スカサカ!単独では契約不可。「スカチャン」同様、サッカー関連セットに契約する必要があり、「スカパー!サッカーセット」の契約で視聴できる。契約したジャンルのみ視聴可能。
尚、2017年2月までは「Jリーグセット」、「欧州&Jリーグセットプレミアム」などに契約種別が細分化されていたが現在は「スカパー!サッカーセット」に統一された。
モバキャスでは、当チャンネルのみ視聴可能な「スカサカ!シングル契約」と、NOTTVの全8チャンネルが視聴可能な「NOTTVパック」の2種類があった。なお、「NOTTVパック」に対応しない機種では視聴できなかった。

## 放送されていた番組

### 試合中継
Jリーグ、UEFAチャンピオンズリーグ、UEFAヨーロッパリーグの中継は行なわれていなかった。
- YBCルヴァンカップ
- 天皇杯
- FAカップ（イングランド）
- ブンデスリーガ（ドイツ）
- セリエA（イタリア）
- ジュピラー・プロ・リーグ（ベルギー）
- プリメイラ・リーガ（ポルトガル）
- UEFA Champions League Highlight

### オリジナル番組
- スカサカ!ライブ（MC 岩政大樹、安藤幸代）
- Jリーグ ラボ（MC 野々村芳和）
- 平畠会議（MC 平畠啓史）
- 〜日本人を応援せよ!!〜 Football Time Line（MC JOY）
- 平ちゃんの「ほな行こか。」（MC 平畠啓史）
- Jのミライ
- 大学サッカー応援番組「レゾンデートル」
- サッカーおやじ会（MC 八塚浩）